# 신송중학교
신송중학교(新松中學校)는 대한민국 인천광역시 연수구 송도동에 있는 공립 중학교이다.

## 학교 연혁
- 2005년 3월 1일 : 신송중학교 개교
- 2005년 3월 2일 : 2005학년도 제1회 입학 (4학급 118명)
- 2007년 2월 14일 : 제1회 졸업 (3학년 4학급 138명)
- 2009년 3월 1일 : 사교육 없는 학교 지정 · 운영 (3년)
- 2014년 3월 1일 : 국제화 자율 정책추진 학교 지정 · 운영 (4년)
- 2014년 3월 1일 : 2014 진로교육 중심학교 지정 · 운영
- 2019년 3월 1일 : 2019 세계시민학교 선도학교 지정 · 운영
- 2023년 9월 1일 : 제7대 윤성기 교장 취임
- 2024년 2월 8일 : 제18회 졸업(12학급 415명, 누계 7,862명)
- 2024년 3월 4일 : 2024학년도 제20회 입학 (12학급 426명)

## 참고 자료
- 신송중학교 - 한국교육학술정보원 학교알리미